# Округ Грејсон (Кентаки)
Округ Грејсон (енгл. Grayson County) је округ у америчкој савезној држави Кентаки.

## Демографија
По попису из 2010. године број становника је 25.746, што је 1.693 (7,0%) становника више него 2000. године.
| Група             | 2000.          | 2010.          |
| Белци             | 23.504 (97,7%) | 24.885 (96,7%) |
| Афроамериканци    | 120 (0,5%)     | 264 (1,0%)     |
| Азијати           | 34 (0,1%)      | 61 (0,2%)      |
| Хиспаноамериканци | 186 (0,8%)     | 258 (1,0%)     |
| Укупно            | 24.053         | 25.746         |